# Oroszország kultúrája

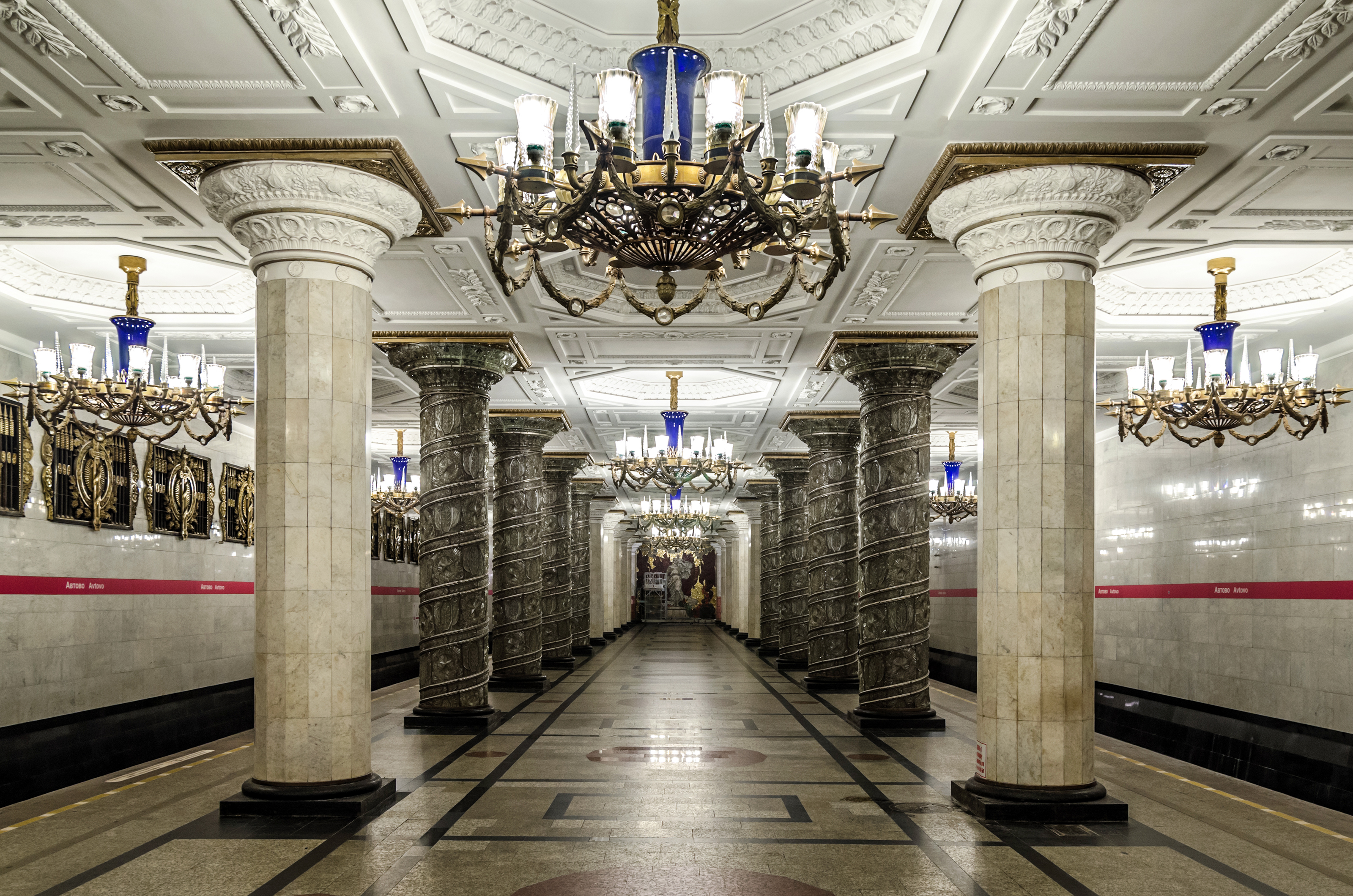
A szentpétervári metró egyik állomása

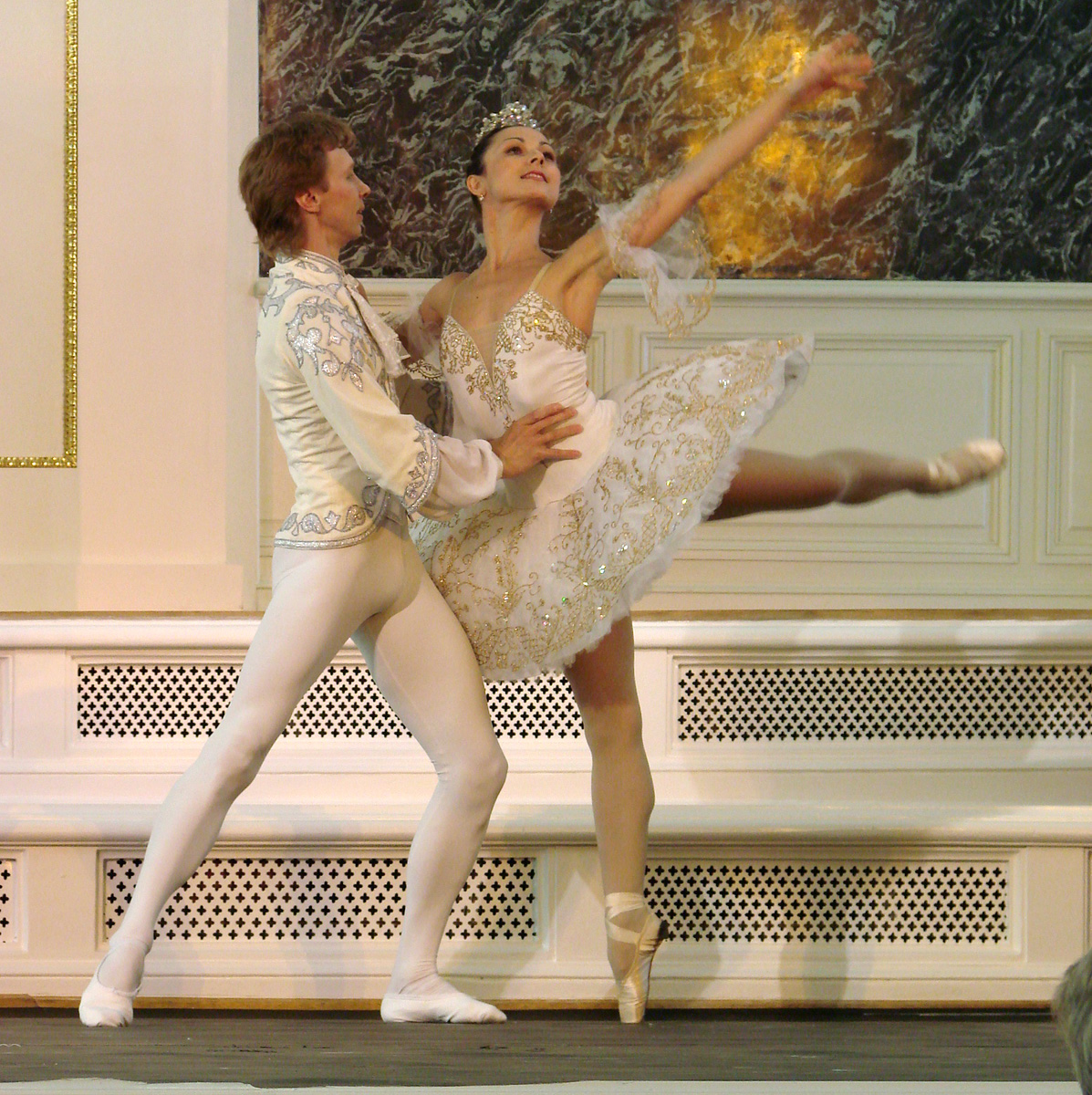
Balett-táncosok

Az orosz kultúra a keleti szlávok kultúrájából nőtt ki, akik pogány hitükkel és sajátos életmódjukkal Kelet-Európa és Eurázsia erdős-sztyeppei területein éltek. A korai orosz kultúrát és e szlávokat nagymértékben befolyásolták a nomád török népek (tatárok, kipcsakok), az iráni eredetű törzsek az intenzív kulturális kapcsolatok révén, valamint a finnugorok, a baltiak és a germán skandinávok, továbbá a Mongol Birodalom nomád lakói.
Az európai oroszországi szláv törzsek kultúráját nagymértékben formálta az északkelet-európai és észak-ázsiai kultúrák összeolvadása, amelyek orosz identitást alakítottak ki a Volga régiójában, az Orosz Kaganátus és Kijevi Rusz államokban. Az első ortodox keresztény misszionáriusok a Bizánci Birodalomból érkeztek a 9. században, és 988-ban a Kijevi Rusz vallása hivatalosan átalakult ortodox kereszténységgé. Ez nagyrészt meghatározta a következő évezred orosz kultúráját, a szláv és a bizánci kultúrák szintéziseként.
Miután Konstantinápoly 1453-ban az iszlám oszmánokhoz került, Oroszország maradt a legnagyobb ortodox nemzet a világon.
Az orosz történelem egyik fontos periódusa az orosz cárság 1547-től 1721-ig terjedő időszaka volt, amikor sok orosz kulturális sajátosság jelent meg és fejlődött ki. Az orosz történelem különböző időszakaiban Nyugat-Európa kultúrája is erőteljesen befolyásolta az itteni kultúrát. Nagy Péter (1682–1725) uralkodása alatt az Orosz Birodalomban történt reformok óta az orosz kultúra két évszázadon át inkább az európai kultúra általános befolyásában fejlődött, nem pedig a saját módszereit követte. A helyzet csak a 20. században változott, amikor az Európából behozott kommunista ideológia a kialakuló Szovjetunió kultúrájának fő tényezőjévé vált.

## Oktatási rendszer
A tudományos kutatás vezető színhelye az Orosz Tudományos Akadémia, melyet 1724-ben I. Péter cár alapított.
Az orosz oktatási rendszert és kulturális intézményeket közel 70 éven keresztül az SZKP irányította és felügyelte. A glasznoszty és peresztrojka politikájának keretében Mihail Gorbacsov időszakától kezdődően liberalizálódott az oroszországi kultúra helyzete, de az állami támogatások összege is szűkült.
1990 előtt a Szovjetunióban az iskola tíz évig tartott, 1990 végén pedig hivatalosan 11 éves tanfolyamot indítottak, ami az elemi vagy ált. iskolát és a középiskolát tartalmazza. Az évfolyam elemi (1-4 év), közép (5-9 év) és idősebb (10-11 év) osztályokra oszlik. A legtöbb iskola teljes, 11 éves oktatást kínál.
Az iskolai képzés 6–7 éves korban kezdődik. A tanulók heti 6 nap járnak iskolába.
A felsőfokú képzésben államilag egy bizonyos számú hely ingyenesen biztosított, a többi tandíj-köteles.
A CIA 2015. évi becslése szerint az oroszországi írástudás aránya 99,7%. Az OECD 2016. évi becslése szerint az oroszországi felnőttek (25–64 éves korosztály) 54% -a szerzett felsőfokú végzettséget, így Oroszország a második legmagasabb szintű felsőfokú végzettséggel rendelkezik a 35 OECD-tagállam között. 47,7% -uk rendelkezik középfokú végzettséggel (a teljes 11 éves tanfolyam); 26,5% -uk érettségizett, 8,1% -uk általános iskolai végzettséggel rendelkezik (legalább 4 év).
Más OECD-országokkal összehasonlítva Oroszország rendelkezik a legkisebb osztályméretekkel és évi legrövidebb órákkal.
2014-ben a Pearson / Economist Intelligence Unit (EIU) Oroszország oktatását Európa 8. és a világ 13. legjobbjának értékelte,
az ország lakóinak iskolai végzettségét a világon a 21. legmagasabbnak.

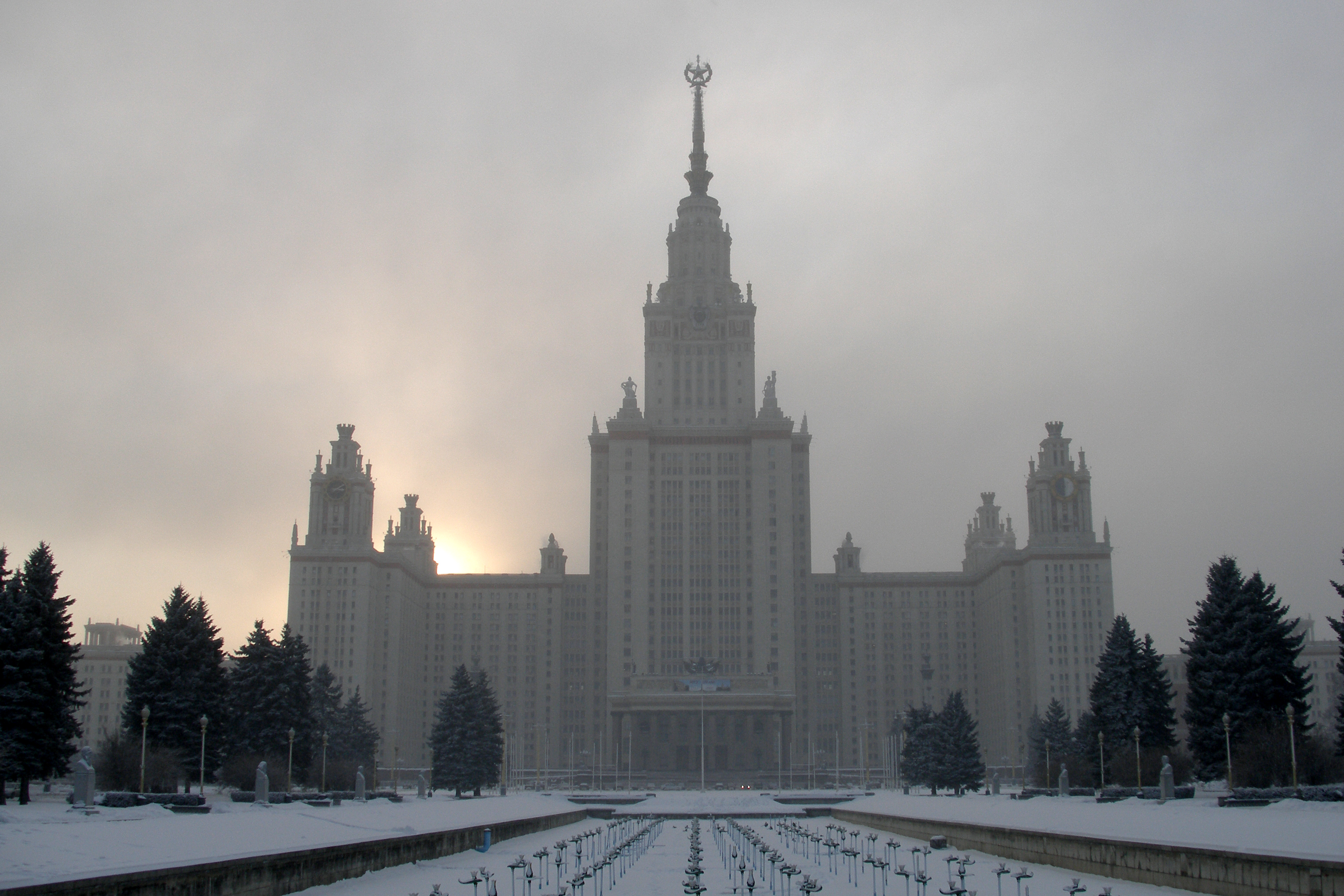
Lomonoszov Egyetem

### Egyetemek
Oroszország legrégebben alapított egyetemei:
- Mihail Vasziljevics Lomonoszov Moszkvai Állami Egyetem (1755-ben alapították)
- Népek Barátsága Egyetem, Moszkva (1960) (1961–1992 között Patrice Lumumba Egyetem)
- Kazáni Állami Egyetem (1804)
- Rosztovi Állami Egyetem az I. világháború idején Rosztovba evakuált Varsói Egyetem (1816-ban alapították)
- Szentpétervári Állami Egyetem (1819)
- Tomszki Állami Egyetem (1878) Szibéria első egyeteme
- Nyikolaj Gavrilovics Csernisevszkij Szaratovi Állami Egyetem (1909)
- Permi Állami Egyetem (1916)

További fontos egyetemek találhatók Nyizsnyij Novgorod, Novoszibirszk, Tomszk, Vlagyivosztok és Voronyezs városában.

## Kulturális intézmények
Oroszország legismertebb kulturális intézményei főleg Moszkvában és Szentpéterváron koncentrálódnak.

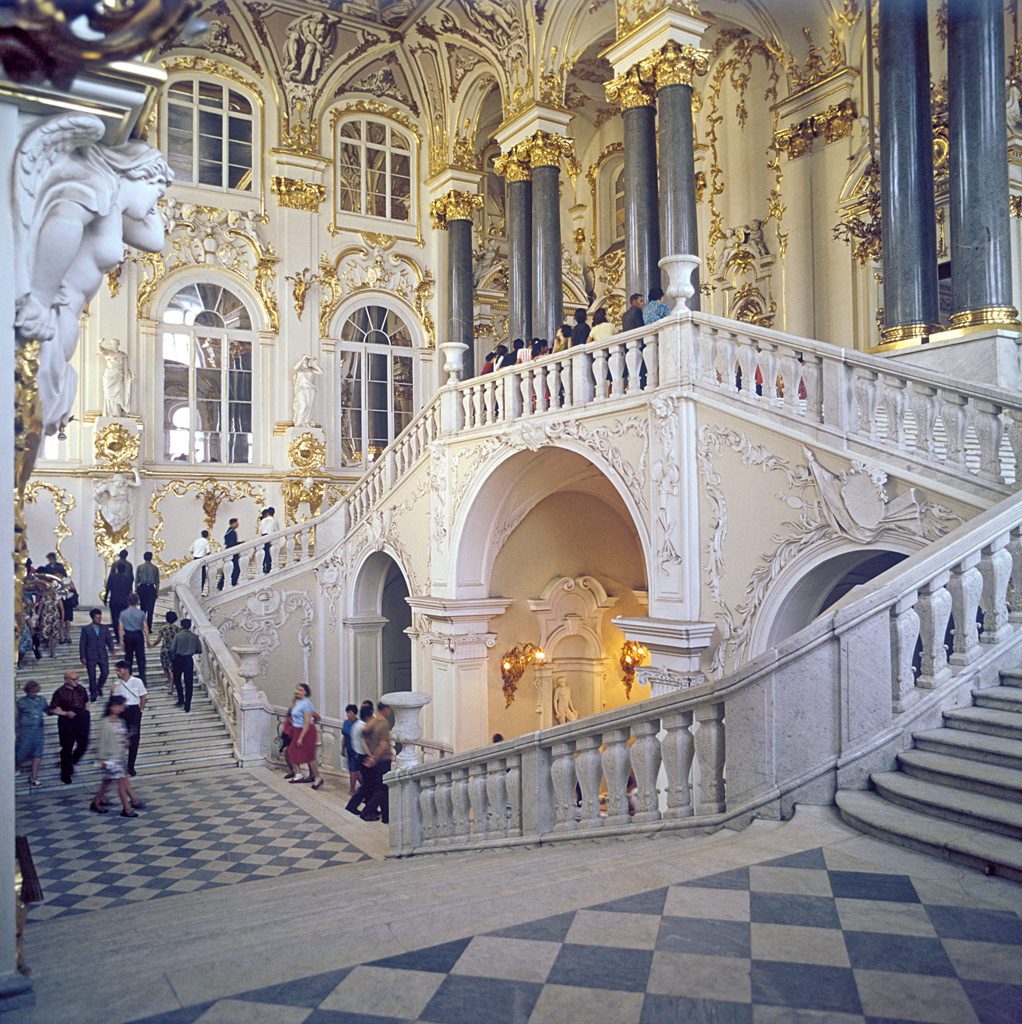
Az Ermitázs (Szentpétervár)

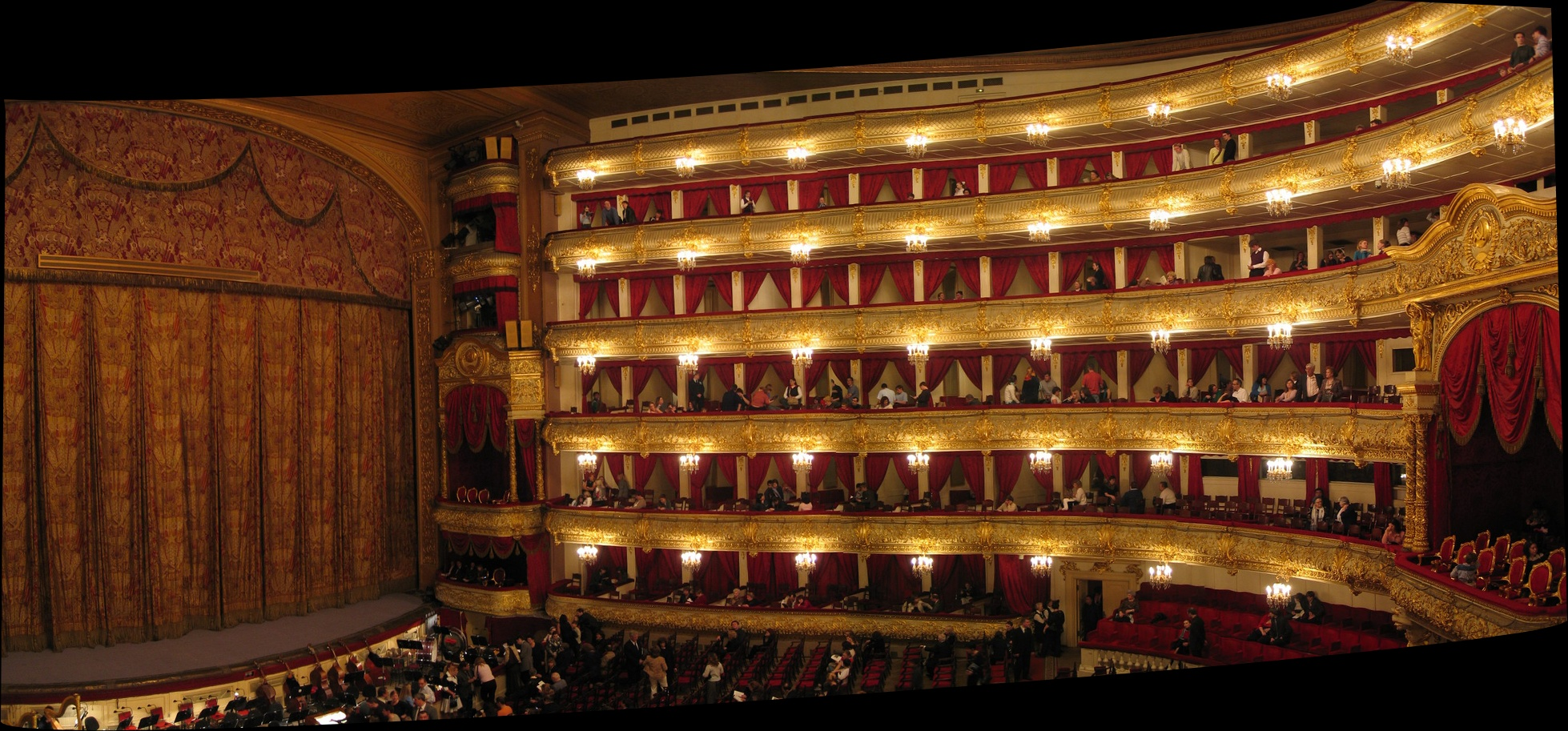
Moszkvai Nagyszínház

### Könyvtárak
Oroszország számtalan könyvtára közül különösen figyelmet érdemelnek:
- az Oroszországi Állami Könyvtár (Moszkva): több mint 30 millió kötet, 250 nyelven áll az olvasók rendelkezésére. Egyike a világ leggazdagabb könyvtárainak;
- az Állami Szaltikov-Scsedrin Könyvtár (Szentpétervár): 28,5 millió kötettel rendelkezik;
- az Orosz Tudományos Akadémia Könyvtára (Moszkva): 12 milliós kötettára van;
- a Lomonoszov Egyetem Állami Könyvtára (Moszkva): 6,6 millió kötetet tartalmaz.

### Múzeumok
Leggazdagabb múzeumai:
- Ermitázs (Szentpétervár): egyike a világ legnagyobb múzeumainak;
- Állami Tretyjakov Galéria (Moszkva): az orosz képzőművészet múzeuma;
- Puskin Múzeum: képzőművészeti és néprajzi múzeum;
- Moszkva és az északkeletre eső óorosz városok alkotta kulturális útvonal, az „Arany Gyűrű” (wd).

### Színházak
Legismertebb színházai: a Moszkvai Nagyszínház, a Malij Színház (Moszkva), a Moszkvai Művészszínház. A Bolsoj Balett és az Operaház darabjait a Kremlben, a Kongresszusi Palotában is sokszor műsorra tűzik, mivel itt 6 ezer néző számára jut hely.
További neves színházak:
- Moszkva: Központi Moszkvai Gyermekszínház, Központi Moszkvai Állami Bábszínház, az Moszkvai Akadémiai Zenei Színház, az Operett Színház és a Színházművészeti Intézet.
- Szentpétervár: a Mariinszkij Balett (korábban: Kirov Akadémiai Opera- és Balettszínház vagy Kirov Balett), a Malij-Operaszínház és a Puskin Színház.

## Kulturális világörökség
Oroszországi helyszínek az UNESCO világörökség-listáján:

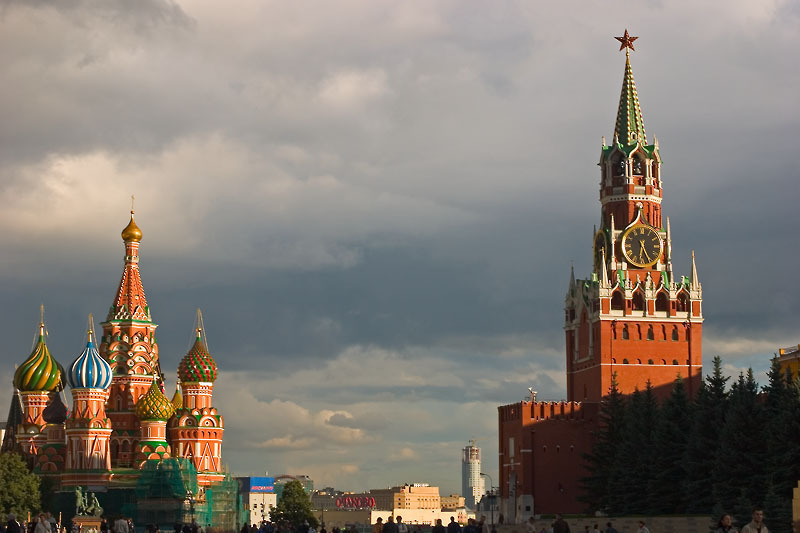
Szent Bazil-székesegyház és a Kreml Szpasszkaja-tornya, a Vörös téren, Moszkvában

- Szentpétervár történelmi központja és a kapcsolódó műemlékegyüttesek;
- Kizsi templomai;
- A Kreml és a Vörös tér Moszkvában;
- Novgorod és környékének történelmi műemlékei;
- A Szoloveckij-szigetek kulturális és történelmi műemlékegyüttese;
- Vlagyimir és Szuzdal fehér műemlékei;
- A Szentháromság–Szergij-kolostor építészeti együttese Szergijev Poszadban;
- Kolomenszkojei Mennybemenetel-templom;
- A Ferapontov-kolostor együttese;
- A Kazanyi Kreml történeti és építészeti együttese;
- Kur-földnyelv (Litvániával közös);
- Derbent - citadella, ókori város és erődítményrendszer;
- A Novogyevicsij-kolostor;
- Jaroszlavl történelmi városmagja;
- Struve földmérő vonal oroszországi emlékei Hoglandban.

## Filozófia
Néhány orosz író, például Tolsztoj és Dosztojevszkij filozófusként is ismert, míg sok más szerző elsősorban filozófiai munkáiról ismert. Az orosz filozófia a 19. század óta virágzott, amikor egyesek a nyugati politikai és gazdasági modell elfogadásának szükségességét hangoztatták, valamint a szlavofilok ellenállása határozta meg, akik ragaszkodtak ahhoz, hogy Oroszországot egyedülálló civilizációként fejlesszék. Ez utóbbi csoportba tartozik Danyilevszkij és Konsztantyin Leontyjev, az eurázsianizmus előfutárai. Az orosz filozófia legjellemzőbb témája Oroszország helye a világban.
| Bakunyin (1814–1876) | Szamarin (1819–1876) | Kropotkin (1842–1921) | Szolovjov (1853–1900) | Sesztov (1866–1938) | Bergyajev (1874–1948) | Roerich (1874–1947) |
| -------------------- | -------------------- | --------------------- | --------------------- | ------------------- | --------------------- | ------------------- |
|                      |                      |                       |                       |                     |                       |                     |

## Művészetek

### Építészet
Az orosz építészet alapja a keleti szlávok népi építészete és a bizánci építészet, amely a különböző időszakokban számos nép és kultúra építészeti elemeivel gazdagodott, beleértve az iszlám és a buddhista építészetet is. Az oroszok mellett a külföldi építészek is jelentős szerepet játszottak az orosz művészetben, különösen a barokk és a klasszicizmus időszakában. Mindezek ellenére az orosz építészet számos eredeti irányt, stílust, formát és művészi újítást fejlesztett ki.
A barokk előtti orosz építészet Oroszország világszerte elismert szimbólumává vált. A 19. században a neoklasszikus, a neoorosz és a neobizánci stílusok az Orosz Birodalom hivatalos stílusainak rangjára emelkedtek. A 20. században Oroszországban megjelent konstruktivizmus forradalmasította világszerte az építészetet. Más irányzatok, mint például a szocialista realizmus, jelentős hatást gyakoroltak a kommunista országok művészetére. 
Az orosz építészet más művészeti területekkel együtt Oroszországon kívül is jelentkezett, a világ jelentős részén, főként Kelet-Európában, a Közel-Keleten, a Kaukázusban, Közép-Ázsiában, a Távol-Keleten.

### Képzőművészetek

#### Festészet
Az orosz ikonfestészet a bizánci mesterek hagyományait örökölte, de az országban saját stílus született. A legátfogóbb ikongyűjtemény a Tretyakov Galériában található.
Az olyan mesterek, mint Andrej Rubljov, új magasságokba emelték az ikonfestészet szintjét.

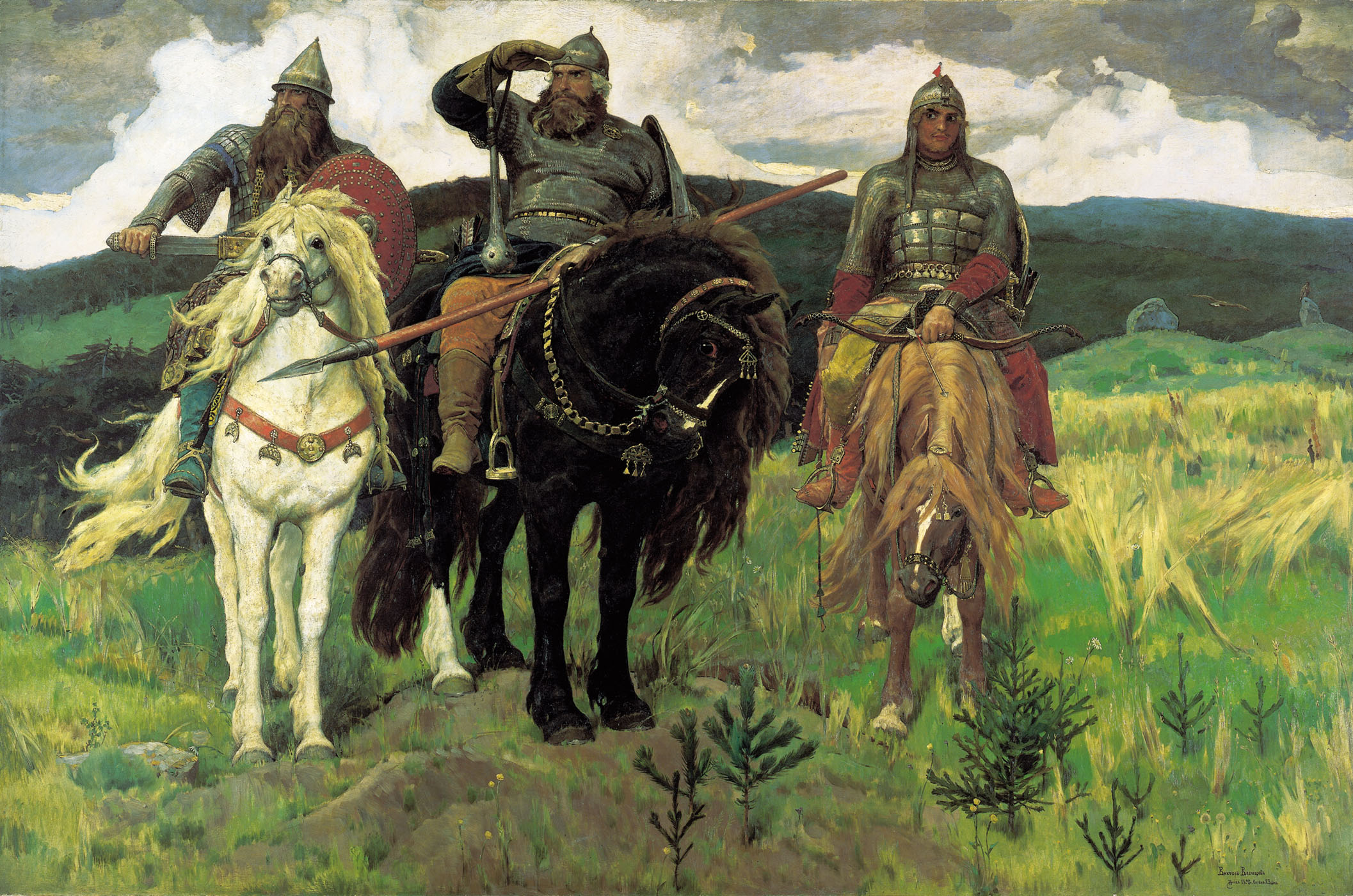
V. M. Vasznyecov: "Vitézek" 1881-1898.

A 18. század közepén - végén olyan jelentős festők jelentek meg Oroszországban, mint Levitszkij és Borovikovszkij
Az orosz festészet azóta követi a globális trendeket. A 19. század első felének kiemelkedő művészei: Kiprenszkij, Bryullov, Ivanov (" Krisztus megjelenése a népnek ").
A 19. század második felében felvirágzott a realista festészet. Kreatív művészcsoport, a "Vándorkiállítók Társasága"  alakult, olyan nagy művészekkel, mint Vasznyecov, Kramszkoj, Siskin, Kuindzsi, Szurikov, Repin, Szavraszov.
A 19-20. század fordulóján a Művészet Világa egyesület működött. A mozgalomhoz közel álló művészek Mihail Alekszandrovics Vrubel, Kuzma Szergejevics Petrov-Vodkin, Nyikolaj Konsztantyinovics Rörich, Iszaak Iljics Levitan voltak.
| Brjullov (1799–1852) | Ivanov (1806–1858) | Siskin (1831–1898) | Kramszkoj (1837–1887) | Verescsagin (1842–1904) | Repin (1844–1930) | Vrubel (1856–1910) |
| -------------------- | ------------------ | ------------------ | --------------------- | ----------------------- | ----------------- | ------------------ |
|                      |                    |                    |                       |                         |                   |                    |

### Filmművészet

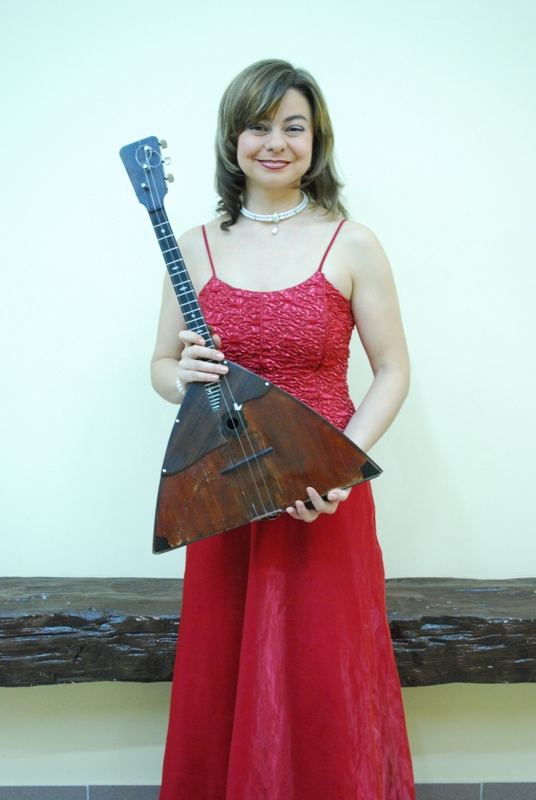
A balalajka népi hangszer

- - híres orosz filmrendezők: Szergej Eisenstein, Nyikita Mihalkov, Andrej Tarkovszkij
  - lásd még: Kategória:Orosz filmrendezők

### Zene

#### Népzene
Az oroszok nagy népzenei hagyományokkal rendelkeznek. Tipikus etnikai orosz hangszerek: a guszli, a balalajka, a zsaléjka, a bajan harmonika, az orosz gitár, a domra és a garmón. A népzene nagy hatással volt az orosz klasszikus zeneszerzőkre. Az orosz népdalok, valamint a szovjet korszak hazafias dalai a világhírű Alekszandrov-kórus és más népszerű orosz együttesek repertoárjának nagy részét alkotják.

#### Klasszikus zene
- - a világ legismertebb orosz zeneszerzői: Mihail Ivanovics Glinka (1804–1857), Modeszt Petrovics Muszorgszkij (1839–1881), Nyikolaj Andrejevics Rimszkij-Korszakov (1844–1908), Alekszandr Porfirjevics Borogyin (1823–1887), Pjotr Iljics Csajkovszkij (1840–1893), Igor Stravinsky (1882–1971), Dmitrij Dmitrijevics Sosztakovics (1906–1975)
  - Lásd még: Kategória:Orosz zeneszerzők

| Glinka (1804–1857) | Muszorgszkij (1839–1881) | Csajkovszkij (1840–1893) | Rimszkij-Korszakov (1844–1908) | Rachmaninov (1873–1943) | Stravinsky (1882–1971) | Sosztakovics (1906–1975) |
| ------------------ | ------------------------ | ------------------------ | ------------------------------ | ----------------------- | ---------------------- | ------------------------ |
|                    |                          |                          |                                |                         |                        |                          |

## Tudomány
A 18. század elején Nagy Péter (az Orosz Tudományos Akadémia és a Szentpétervári Állami Egyetem alapítója) reformjai és az olyan polihisztorok, mint pl. Lomonoszov munkája (a Moszkvai Állami Egyetem alapítója) nagy lendületet adtak a tudomány, a mérnöki és az innovációs fejlesztésnek az országban. A 19. és 20. században számos figyelemreméltó orosz tudós lépett színre, és jelentős hozzájárulást nyújtott a fizika, a csillagászat, a matematika, a számítástechnika, a kémia, a biológia, a geológia és a földrajz területén. Az orosz feltalálók és mérnökök kiemelkedtek olyan területeken, mint az elektrotechnika, a hajógyártás, a repülőgépipar, a hadiipar, a kommunikáció, az informatika, a nukleáris technológia és az űrtechnika.
A közelmúltban az 1990-es évek válsága drasztikusan csökkentette a tudomány és a technológia állami támogatását, és sok orosz tudós és tehetséges, egyetemi végzettségű ember Európába vagy az Egyesült Államokba költözött. A 2000-es években, egy új gazdasági fellendülés hullámánál a helyzet javult, és a kormány programot indított a modernizáció és az innováció érdekében, vegyes sikerrel.
| Lomonoszov (1711–1765) | Lobacsevszkij (1792–1856) | Mengyelejev (1837–1906) | Jablocskov (1847–1894) | Pavlov (1849–1936) | Koroljov (1907–1966) | Szaharov (1921–1989) |
| ---------------------- | ------------------------- | ----------------------- | ---------------------- | ------------------ | -------------------- | -------------------- |
|                        |                           |                         |                        |                    |                      |                      |

## Hagyományok

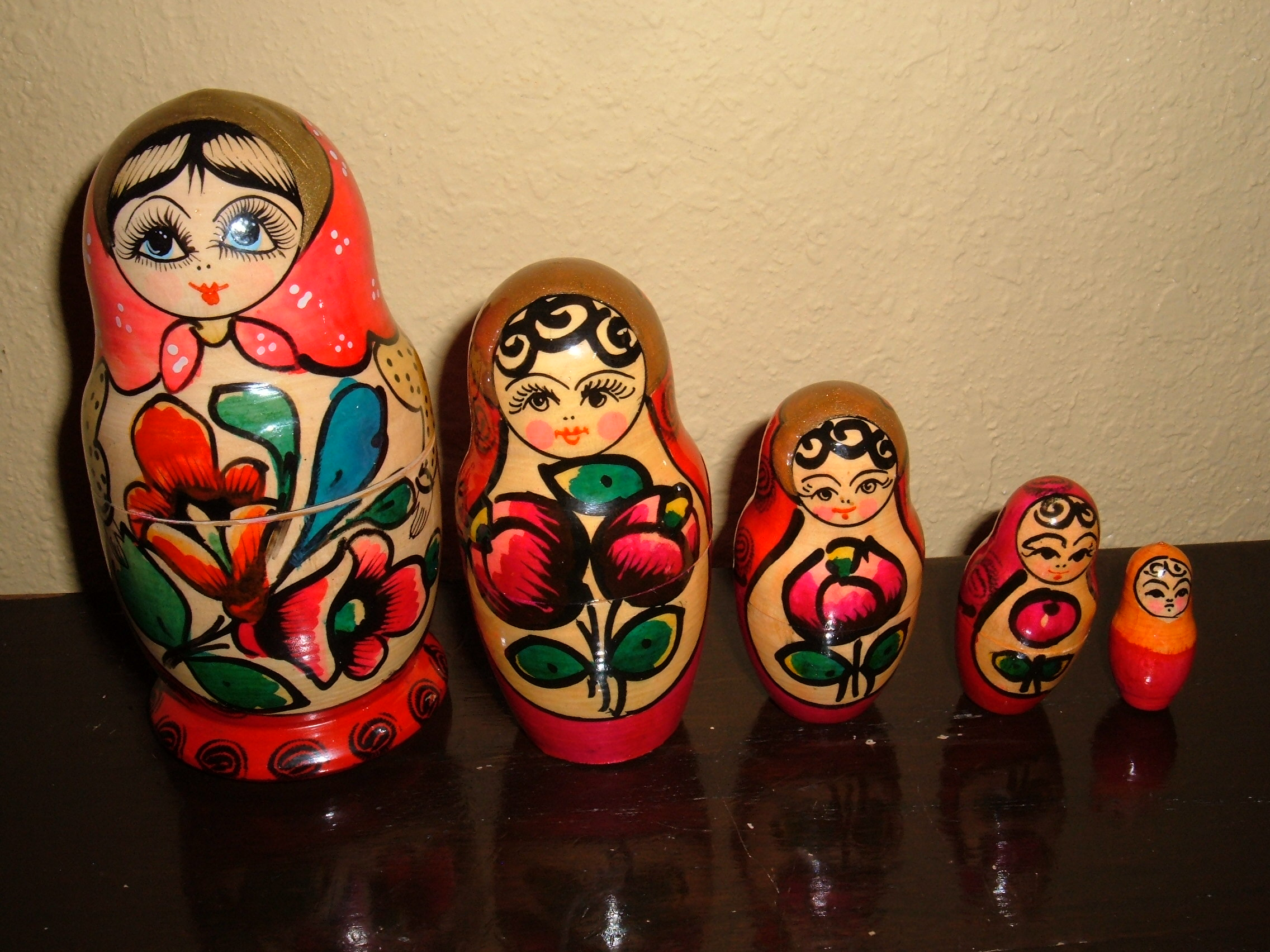
Matrjoska babák

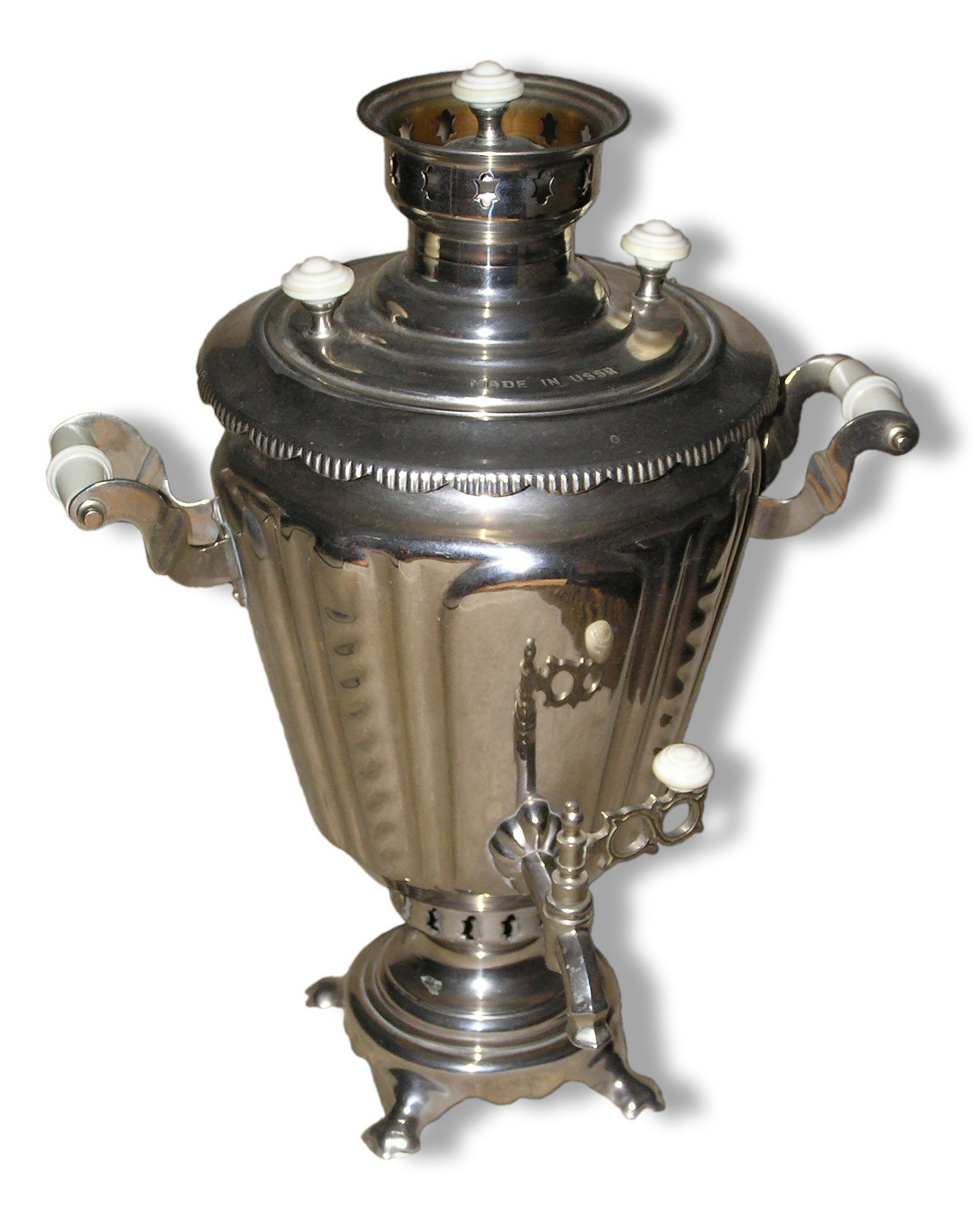
Szamovár

## Társadalom

### Alkoholfogyasztás
Az országban az egy főre jutó alkoholfogyasztás a WHO adatai alapján világszinten is az egyik legmagasabb, bár a 2000-es évek eleje óta jelentősen csökkent, miután javult az emberek életkilátása.

## Gasztronómia
Az orosz konyha alapja a bizánci udvar étkezési, ételkészítési szokásaira vezethető vissza. Ez a régi tradíció ötvöződött a francia konyha finomságaival. A cári udvar és az orosz nemesség előszeretettel használta a francia nyelvet, így a francia kultúra, műveltség és vele együtt a francia konyha is hatott. – írja egy gasztronómiai kalauz.
Az orosz konyha valóban megismertetett néhány ételt – italt a világgal. Az étkezést az előétellel kezdik, ez a zakuszki. Az előétel általában vegyes ízelítő halból, zöldség- és salátaféléből, húsból, felvágottakból. Tálalását tekintve mennyiségi szabály nincs. Kedvelt előételek az ínyencek asztalának dísze, a vörös vagy fekete kaviár vagy ismert mindenütt az orosz hússaláta és a kijevi jércemell.
A levesek legelterjedtebbike a sokszor emlegetett scsí (káposztaleves), a szoljánka, hideg (zöldségleves), a borscs (céklás káposztás leves), a rasszolnyik és a hagyományos buljon (erőleves).
A húsételek közül orosz finomság a nyárson sütött saslik (rablóhús birkából, sertésből), különleges csemege pedig a bifsztek. Jellemző a plov (rizseshús) és a sztroganov bélszín.
Desszertként az édességek közül a krémes tortafélék terjedtek el (viszont az orosz krémtorta valójában magyar édesség, egy Oroszi nevű magyar cukrász nevét őrizte meg). Az utcán akár mínusz 10 fokban is kapható a tejszínes morozsenoje, azaz fagylalt. A sült tésztafélék (pirog, bulocski) is igen népszerűek.
Minden étkezésnél szívesen tesznek asztalukra nyers zöldségeket, például paradicsomot, uborkát, paprikát, hagymát, retket.
Oroszországról az alkoholtartalmú italok tekintetében először a vodka juthat eszünkbe, melyet sokszor reggeli előtt is akár szívesen fogyasztanak. Kitűnőnek tartják az orosz pezsgőt (sampanszkoje) is. Elterjedtek a különféle borpárlatok, pálinkafélék.
Alkoholmentes italok közül az oroszok kedvence a csáj, azaz a tea, illetve az igen erős feketekávé, amely dupla adag kávémennyiséggel és fele adag vízzel készül. Az üdítőnek készült, főleg rozskenyérből erjesztve előállított kvasz ugyancsak orosz specialitás.

## Vallás
A vallás az országban sokszínű, de a kereszténység, különösen az orosz ortodoxia a meghatározó felekezet. Az ortodox egyház befolyása csekélyebb Szibéria és Dél-Oroszország egyes részein, ahol a kereszténység előtti vallások érezhető újjáéledése volt megfigyelhető. A második legnagyobb vallás az ortodox kereszténység után az iszlám. Ez az uralkodó vallás néhány kaukázusi etnikai csoport (pl. a csecsenek, ingusok) és néhány török nép (különösen a tatárok és a baskírok) körében.
A Szovjetunió 1991-es felbomlása óta a szibériai sámánizmus is újjáéledt  és új vallási mozgalmak jöttek létre Oroszország-szerte. Egyes nyugati megfigyelők szerint a vallásszabadság orosz hatóságok általi tiszteletben tartása az 1990-es évek vége és a 2000-es évek eleje óta csökkent. Például a Jehova Tanúi tevékenysége a 2020-as évek elején be van tiltva az országban.
Vallás szerinti megoszlás 2012-es felmérés alapján:
- orosz ortodox – 41%
- nem vallásos – 25%
- ateista – 13%
- muszlim – 6,5%
- bizonytalan vagy nem válaszolt – 5,5%
- vallástalan keresztény – 4,1%
- más keresztény vagy más vallású – 1,7%
- más ortodox – 1,5%
- újpogány vagy a tengrizmus híve – 1,2%
- tibeti buddhista – 0,5%

2021-ben a ВЦИО́М adatai szerint a lakosság vallási összetétele a következő:
- ortodox  – 66%
- nem hívő - 14%
- muszlim  - 6%
- „Habozik a hit és hitetlenség között” - 6%
- "hívő, de felekezet nélküli" - 4%
- más vallású - 2%
- protestantizmus  - 1%
- buddhizmus  - 1%
- nehéznek találta a konkrét választ - 1%
- katolicizmus  - ~0%
- judaizmus  - ~0%

2024-es felmérés alapján a lakosság vallási megoszlása: 
- orosz ortodox – 62%
- nem vallásos – 21%
- muszlim – 9%
- nem nyilatkozott – 4%
- egyéb keresztény (nem orosz ortodox) – 3%
- más vallású – 1%

## Fordítás
- Ez a szócikk részben vagy egészben  a   Russian culture című angol Wikipédia-szócikk fordításán alapul.  Az eredeti cikk szerkesztőit annak laptörténete sorolja fel. Ez a jelzés csupán a megfogalmazás eredetét és a szerzői jogokat jelzi, nem szolgál a cikkben szereplő információk forrásmegjelöléseként.